# Gampola fasciata
Gampola fasciata là một loài bướm đêm thuộc phân họ Arctiinae, họ Erebidae.